# Peter Warburton
Peter Egerton-Warburton (n. Cheshire, Inglaterra, 16 de agosto de 1813 - m. 5 de noviembre de 1889, Adelaida, Australia Meridional) fue un explorador  británico de Australia. Su legado está marcado por una osada expedición que realizó desde Adelaida hasta la costa de Australia Occidental, pasando por  Alice Springs y todo el centro del continente en 1872.

## Biografía
Peter Warburton fue el hijo menor de Rowland Egerton-Warburton, y fue educado en su casa en Cheshire por tutores franceses antes de ser alistado en la Royal Navy a sus doce años, sirviendo como marinero en el HMS Windsor Castle.
Egerton-Warburton fue transferido al Ejército de India y estuvo estacionado en India entre 1831 hasta 1853, antes de retirarse como vicegeneral-adjunto con el rango de Mayor.
Egerton-Warburton se casó el 8 de octubre con Alicia (m. 1892), hija de Henry Mant, un abogado. Para cuando llegó a Australia, Egerton-Warburton adoptó el pseudónimo de Peter Warburton.
En 1853 Warburton visitó a su hermano George y a su esposa Augusta (hija de Richard Spencer) en Albany, Australia Occidental. De allí viajó a Australia Meridional para asumir la posición de Comisionado de la Policía en la Colonia de Australia Meridional el 8 de diciembre.
Luego de una investigación interna de la policía en 1867, de la cual la evidencia en su contra no fue divulgada, se sugirió que Warburton debía encontrar ... otro empleo que vaya mejor con sus hábitos y gustos. Las alegaciones en su contra nunca fueron sustanciadas y pese a que se negó rotundamente a renunciar, fue despedido a principios de 1867. Una segunda investigación por parte del Concejo Legislativo recomendó que fuera recontratado; no obstante, el 24 de marzo de 1869 aceptó una posición como Oficial en Jefe y Coronel de la Fuerza Militar Voluntaria de Australia Meridional.
Según las expediciones que tomó, pareciera que fue acusado de permitir que su apasionado interés por la exploración, que requería largos periodos de aislamiento, lo distrajera de sus obligaciones normales como policía. Más adelante sería honrado por su trabajo pionero.

## Expediciones
- En 1857 Warburton visitó las Serranías Gawler y el lago Gairdner.

- En 1858 viajó a través del lago Eyre y al sur al lago Torrens y durante ese viaje le dio nombre a la Serranía Davenport, en honor a Samuel Davenport (un antiguo familiar de la familia Cheshire). La expedición encontró tierras aptas para el pastado de ganado y fuentes de agua, por lo que el gobierno le otorgó £100.

- En 1860 exploró la Bahía Streaky con tres oficiales de policía montada, reportando finalmente que la tierra no era apta para la agricultura.

- En 1864 Warburton examinó el área alrededor del noroeste del Monte Margaret.

- En 1866 examinó el área alrededor de la costa norte del lago Eyre mientras buscaba, infructuosamente, Cooper Creek pero encontró un río lo suficientemente grande que posteriormente sería llamado río Warburton. Siguió a este hasta la frontera con Queensland.

- El 21 de septiembre de 1872, Warburton partió de Adelaide, liderando una expedición de siete hombres y diecisiete camellos con el objetivo de encontrar una ruta por tierra hasta Perth y de determinar la naturaleza del terreno de por medio. La expedición incluía a su hijo Richard; J. W. Lewis, un conocido y experimentado bosquimano; dos camelleros afganos, Sahleh y Halleem; Dennis White, el cocinero de la expedición y camellero asistente; y Charley, un rastreador aborigen. La expedición llegó a Alice Springs a principios de 1873 antes de dirigirse al oeste el 15 de abril de 1873. Soportaron largos periodos de calor extremo con poca agua y sobrevivieron solamente luego de matar a los camellos por su carne. Luego de finalmente cruzar el Gran Desierto Arenoso, llegaron al río Oakover, 800 millas al norte de Perth con Warburton amarrado a uno de los dos camellos que sobrevivieron, los cuales también estaban moribundos. Al final fueron llevados a la Estación De Grey en condiciones peligrosas. Todos los hombres estaban sufriendo de escorbuto, y Warburton había perdido la vista en uno de sus ojos. Finalmente llegaron a Roebourne el 26 de enero de 1874 antes de regresar a Adelaida por barco. Warburton recibió un subsidio de £1000 y su equipo recibió £500 por parte del Parlamento de Australia Meridional por la expedición. Todos se recuperaron, y Warburton más adelante atribuyó su supervivencia a las habilidades de bosquimano de Charley.

Egerton Warburton regresó a Inglaterra en 1874, pero luego de no gustar del clima, regresó a Australia luego de tan solo seis semanas y después de recibir la Medalla de Oro de la Royal Geographical Society. En 1875, la descripción de Warburton de la expedición, Journey across the Western Interior of Australia (en español, Viaje a Través del Interior Occidental de Australia) fue publicado en Londres, y fue honrado como CMG.
Murió en 1889 en su propiedad (la cual incluía un viñedo), Norley Bank, en Beaumont, cerca de Adelaida.

## Honores
Dos serranías, un río, y un escarabajo fueron nombrados en su honor y fue conmemorado con una estampilla de Australia Post en junio de 1976, parte de un set de seis estampillas titulado Exploradores Australianos.
Otros:
- Compañero de la Orden de San Miguel y San Jorge (1875)
- Compañero de la Royal Geographical Society (Medalla de Oro, 1874)
- Miembro del Consejo Legislativo, SA (1872)